# Monument Brunswick (Ginebra)
El Monument Brunswick és un mausoleu construït el 1879 a Ginebra, Suïssa per a commemorar la vida de Carles II, Duc de Brunswick (1804–1873). El duc va donar la seva fortuna a la ciutat de Ginebra a canvi d'un monument construït en el seu nom, tot especificant que havia de ser una rèplica de les Tombes Scaliger de Verona (Itàlia). El monument, fet de marbre, es troba al Jardí dels Alps, davant del moll del Mont-Blanc a la punta del llac Léman, i és a la llista de bens nacionals culturals suïssos.